# 格尔德·弗尔斯
格尔德·弗尔斯（德語：Gerd Völs，1909年12月22日—1991年3月15日），德国男子赛艇运动员。他曾代表德国参加1936年夏季奥林匹克运动会赛艇比赛，获得男子八人单桨有舵手铜牌。